# Альзан
Альза́н (фр. Alzen, окс. Alzenh) — коммуна во Франции, находится в регионе Окситания. Департамент коммуны — Арьеж. Входит в состав кантона Ла-Бастид-де-Серу. Округ коммуны — Фуа.
Код INSEE коммуны — 09009.

## Население
Население коммуны на 2008 год составляло 210 человек.
| 1962 | 1968 | 1975 | 1982 | 1990 | 1999 | 2008 |
| ---- | ---- | ---- | ---- | ---- | ---- | ---- |
| 124  | 83   | 63   | 81   | 113  | 163  | 210  |

## Экономика
В 2007 году среди 128 человек в трудоспособном возрасте (15—64 лет) 96 были экономически активными, 32 — неактивными (показатель активности — 75,0 %, в 1999 году было 75,8 %). Из 96 активных работали 75 человек (38 мужчин и 37 женщин), безработных было 21 (11 мужчин и 10 женщин). Среди 32 неактивных 14 человек были учениками или студентами, 8 — пенсионерами, 10 были неактивными по другим причинам.